# Volumes
Volumes es una banda estadounidense de metalcore formada en el Los Ángeles, California en 2009. El grupo actualmente está formado por el bajista Raad Soudani, los vocalistas Michael Barr y Myke Terry, y el baterista Nick Ursich. A lo largo de la historia de la banda, el bajista Raad Soudani ha sido el único miembro constante.
La banda ha lanzado cuatro álbumes de estudio y tres EPs: Via (2011), No Sleep (2014), Different Animals (2017), y su más reciente trabajo Happier? (2021).

## Historia

### Primeros años yVia(2009-2013)
La banda fue fundada en enero de 2009 por Daniel Braunstein y Diego Farias. Originalmente, planearon ser solo un proyecto de estudio hasta que insistieron en formar una banda completa al escuchar las primeras grabaciones de demostración, que eran pistas de 30 segundos que consistían en solo uno o dos riffs. Los dos comenzaron a buscar músicos afines en la zona para promover su música con influencias del heavy metal, el hip hop, el jazz y la música clásica, y luego ampliarían la formación de la banda. Originalmente planeaban tener solo un vocalista. Después de completar su formación, la banda comenzó a trabajar en su EP debut The Concept of Dreaming, con una fecha de lanzamiento prevista para diciembre de 2009. Pero la producción se detuvo cuando el guitarrista Daniel Braunstein decidió dejar la banda citando limitaciones de tiempo con la universidad. Pronto fue reemplazado por el guitarrista Daniel Schwartz, y la banda pudo continuar trabajando en su EP.
El 29 de septiembre de 2009, la banda firmó con Mediaskare Records. El vocalista Gus Farias declaró: «Estamos encantados de anunciar que hemos firmado con Mediaskare Records, uniéndonos a un gran equipo y a un elenco de bandas que admiramos». Junto con el anuncio, la banda también reveló que su EP retrasado, «The Concept of Dreaming», se lanzaría el 16 de noviembre de 2010.
El 20 de noviembre de 2010, la banda fue anunciada para participar en la gira "Dollar Menu, Where's the Venue?" de It Prevails en enero de 2011, junto con Counterparts, Betrayal y Bermuda.
El 1 de febrero de 2011, la banda fue anunciada para participar en el "New England Metal and Hardcore Festival" en Worcester, Massachusetts. El 15 de mayo, Volumes fue anunciado para participar en la gira de primavera de Arsonists Get All the Girls, como cabezas de cartel, junto con A Plea for Purging, Lionheart y The Contortionist. El 23 de mayo, la banda fue anunciada para participar en la gira de verano "Slaughter Survivors Tour" junto con Conducting from the Grave, The Contortionist, Scale the Summit y Rings of Saturn. El 10 de junio, la banda dio un concierto en Nueva Jersey junto con Arsonists Get All the Girls y Failure in Vanity.
El 24 de agosto, la banda lanzó el primer sencillo, "Affirmation of Ascension", de su próximo álbum, y menos de dos semanas después, el 2 de septiembre, lanzaron su siguiente sencillo, "Edge of the Earth". Posteriormente, lanzaron su primer álbum de estudio Via a través de Mediaskare Records, el 27 de septiembre de 2011, alcanzando el número 1 en las listas de rock y metal de iTunes. Posteriormente, el 13 de octubre, lanzaron el video musical de su canción "Wormholes", que originalmente apareció en su EP debut y fue regrabado para su primer álbum.
El 23 de noviembre, Barr se vio obligado a abandonar la gira de la banda debido a una lesión de espalda. Barr declaró lo siguiente: "Si aún no lo saben, lamentablemente tuve que regresar a casa para el resto de la gira Thrash And Burn debido a una lesión de espalda grave y peligrosa que requirió atención médica exclusiva. El volumen seguirá arruinando cada concierto durante los próximos 24 días. No se desanimen, pronto volveré con toda la fuerza. Gracias por todo el apoyo y los amables comentarios, vayan a los conciertos restantes y diviértanse con mis chicos". A finales de 2011, el baterista Chris Khoury dejó la banda, lo que llevó a Daniel Schwartz a tomar las riendas de la batería en los conciertos. Schwartz también dejaría la banda a finales de año. A principios de 2012, encontraron un nuevo baterista de reemplazo permanente, Nick Ursich. 
El 19 de noviembre de 2012, la banda fue anunciada como cabeza de cartel de la gira Of Mice & Men en 2013, que se extendería de enero a febrero junto a Texas in July, Woe, Is Me y Capture the Crown. Durante la gira, la banda grabó un video musical en vivo con la voz limpia de Hance Alligood, vocalista de Woe, Is Me, y lo lanzó el 13 de febrero de 2013.

### No Sleep(2013–2015)
El 12 de septiembre de 2013, la banda lanzó una versión de preproducción de la canción "Vahle", un homenaje a un amigo cercano de la banda que falleció en un accidente de coche. Una versión completamente mezclada de la canción aparecería posteriormente en el segundo lanzamiento de la banda.
El 28 de mayo de 2014, la banda anunció que su segundo álbum No Sleep se lanzaría el 15 de julio a través de Mediaskare Records. El trabajo se grabó a finales de 2013, con Brandon Hall Paddock y el guitarrista de la banda, Diego Farias, al mando. Junto con el anuncio, la banda también lanzó el video con la letra de su canción "The Mixture", que apareció en el álbum. En el verano de 2014, Volumes completó su primera gira completa Vans Warped Tour por Estados Unidos. El 26 de junio, se anunció que la banda participaría en la gira "Welcome to the Resistance" de Crown the Empire junto a Ice Nine Kills, Secrets y Family Ruin. 
El 13 de julio, la banda lanzó su siguiente sencillo, "Erased", del álbum. Dos días después, lanzaron "No Sleep", que alcanzó el número 1 en las listas de rock y metal de iTunes con la versión completamente masterizada de "Vahle". El 13 de octubre, se anunció que Volumes contribuiría a Punk Goes Pop Vol. 6 de Fearless Records, con una versión de "Hold On, We're Going Home" de Drake.
El 24 de enero de 2015, se reveló que la banda ayudó a un hombre a escapar de un grave accidente automovilístico tras un concierto en Lawrence, Kansas. El 5 de febrero, tras casi dos años de silencio, se anunció que el proyecto colaborativo de Volumes y Structures, anunciado originalmente en 2013 y llamado "Vol/tures", finalmente había comenzado a trabajar en nuevo material, lanzando un adelanto de 15 segundos de lo que está por venir.

### Salida de Barr, llegada de Terry yDifferent Animals(2015-2019)
El 5 de octubre de 2015, la banda anunció que Barr se ausentaría de su gira europea con Northlane para continuar trabajando en el próximo álbum y profundizar en el proceso creativo. En consecuencia, el líder de Contortionist, Michael Lessard, lo reemplazaría. El mes siguiente, el 19, Volumes anunció que Barr había dejado la banda debido a su falta de ganas de gritar ni dedicarse al metal, además de por conflictos con el otro vocalista, Gus Farias, y que Joe Buras, de Born of Osiris, había sido designado para asumir las responsabilidades de la gira hasta que se anunciara a su nuevo vocalista. No sería hasta el año siguiente que Barr regresaría a la música con un proyecto en solitario, separado del resto de la banda.
El 5 de junio de 2016, la banda anunció que finalmente habían encontrado al reemplazo permanente de Barr, el ex vocalista de Bury Your Dead, Myke Terry. El día 16, tras el anuncio de su nuevo vocalista, la banda anunció que dejaban Mediaskare Records y firmaban con Fearless Records, lanzando además su nuevo sencillo, "Feels Good", y su primera canción con su nuevo vocalista, Terry. El bajista Raad Soudani expresó que la banda "... tomó la decisión de firmar con Fearless Records tras años viéndolos evolucionar hasta convertirse en uno de los sellos más importantes" y que "...la familia de Fearless Records encaja a la perfección con Volumes. Nos sentimos más seguros de cara al futuro y creemos que esta oportunidad se abrirá". El 29 de junio, la banda relanzó Via y No Sleep a través de su propio sello discográfico, "91367 Records". Se reveló que su anterior sello, Mediaskare, no les había generado ingresos por las ventas de sus dos primeros álbumes de estudio, con más de 40.000 copias vendidas cada uno hasta la fecha.
El 7 de febrero de 2017, según un informe de RockFeed, el vocalista de Volumes, Gus Farias, y el exvocalista Michael Barr tuvieron una acalorada discusión en Twitter sobre drogas, celos y su relación pasada. Después de que Gus Farias atacara a Barr con un tuit sobre su opinión sobre el proyecto solista del exmiembro, Barr respondió, intentando resolver el asunto respetuosamente, incluso deseándole lo mejor a Farias y afirmando que sus comentarios eran "desafortunados". El 19 de febrero, Volumes lanzó el sencillo "On Her Mind", con la colaboración del rapero Pouya. Junto con el sencillo, anunciaron que su nuevo álbum, titulado Different Animals se lanzaría el 9 de junio a través de Fearless Records. Durante la gira New Reign con Born of Osiris, Volumes estrenó en vivo su nueva canción "Left for Dead".
El 10 de marzo, mientras aún estaban de gira con Oceans Ate Alaska, Born of Osiris, Within the Ruins y Fire from the Gods, la banda anunció una gira de primavera como cabezas de cartel que comenzaría el 23 de abril con Fire from the Gods como teloneros. El 12 de junio, la banda lanzó el video musical de su sencillo "Finite", dirigido por Samuel Halleen. El 20 de junio, se anunció que abrirían la gira de otoño de Issues, "Headspace", como cabezas de cartel, que comenzaría el 24 de septiembre en Ft. Lauderdale, Florida. El 16 de noviembre, mientras la industria musical lamentaba la pérdida de Lil Peep, quien era amigo del vocalista de la banda, Gus Farias, recurrió a Twitter para anunciar que ingresaría a rehabilitación.
El 6 de diciembre de 2018, Game Informer anunció que el exvocalista Michael Barr prestaría su voz al videojuego Devil May Cry 5 de Capcom, después de que Eddie Hermida, vocalista original de Suicide Silence, fuera retirado del tema tras acusaciones de acoso sexual. Barr apareció en el tema "Subhuman", coescrito por Cody Matthew Johnson, compositor del juego.
El 16 de diciembre, el vocalista Gus Farias abordó su salida de la banda. Más tarde, Farias escribió en Twitter en enero para criticar a la banda por el regreso de Michael Barr a Volumes.

### Regreso de Barr, salida y muerte de Diego Farias, yHappier?(2020–presente)
El 30 de enero de 2020, la banda lanzó un nuevo sencillo titulado "Holywater", confirmando los rumores de que Michael Barr había regresado a la banda y revelando que el guitarrista Diego Farias ya no forma parte de la banda. Más tarde ese mismo día, la banda publicó un comunicado en redes sociales que ofrecía más detalles sobre los cambios en la formación, aclarando la salida de los hermanos Farias y la llegada de Barr. También declararon que Max Schad mezcló y grabó "Holywater", además de tocar la guitarra. Hablando sobre los guitarristas, anunciaron que un guitarrista de gira los acompañará en su próxima gira por el Reino Unido y la Unión Europea con Born of Osiris, y que "encontrarán guitarristas permanentes cuando sea posible".
El 6 de febrero, el exvocalista Gus Farias anunció en su página de Twitter el fallecimiento de su hermano y exguitarrista de la banda, Diego. La banda publicó su propio comunicado en su cuenta oficial de Twitter ese mismo día: "Estamos absolutamente devastados por el trágico fallecimiento de Diego Farias. Estamos tratando de sobrellevarlo y procesarlo, ya que todo parece tan surrealista. Enviamos nuestro cariño y pensamientos a sus hermanos Gus y Andrés, a su madre y a su padre, y a toda su familia. A medida que ordenemos nuestros pensamientos, podremos transmitirlos mejor. Pero por ahora... te amamos, Diego, descansa en paz". El 15 de mayo, la banda lanzó un sencillo titulado "Pixelate". El 25 de septiembre, la banda lanzó su primer sencillo, "Weighted".
El 13 de agosto de 2021, lanzaron su segundo sencillo, "Get Enough". El 8 de octubre, la banda anunció su cuarto álbum de estudio Happier? que se lanzó el 19 de noviembre de 2021. Al mismo tiempo, se presentó su tercer sencillo, "Bend". El 16 de junio de 2022, la banda lanzó un nuevo EP, Bend(ed), que presenta dos versiones diferentes de la canción "Bend": una versión simplificada y una interpretación en vivo, además de la versión de estudio original de la canción de Happier?.

## Estilo musical
El estilo musical de Volumes se ha descrito como metalcore, metal progresivo, djent, y nu metal. La banda utiliza riffs de guitarra vibrantes, breakdowns con ritmo, influencias del nu metal y dos vocalistas principales. Se la ha reconocido como una importante contribución a la escena djent y también se la ha asociado con el groove metal.

## Controversia
En un artículo de Alternative Press publicado a finales de enero de 2013, se informó que Volumes había sido vetado del Rocketown en Nashville, después de que el vocalista Michael Barr fuera expulsado del recinto por dedicar una canción a un amigo gay. Sin embargo, informes posteriores describieron cómo Barr fue escoltado fuera del recinto por seguridad tras agredir a los asistentes mientras bailaba hardcore con otras bandas, y que "buscaba pelea" al hacerlo. Algunos asistentes se aliaron contra Barr, momento en el que la seguridad llegó y finalmente lo escoltó fuera del recinto. Tras serle negado el acceso al interior al intentar volver a entrar, Barr supuestamente gritó insultos peyorativos al promotor del concierto que atendía la puerta. La banda seguía sin poder entrar al recinto cuando regresó tres años después con un nuevo vocalista.
El 6 de febrero de 2017, el entonces vocalista Gus Farias generó controversia al no cumplir con las apariciones pagadas como invitado para otras bandas, luego, la banda emitió un comunicado en las redes sociales ofreciendo disculpas y reembolsos.

## Miembros
| Miembros actuales - Michael Barr – voz (2009–2012, 2012–2015, 2020–presente) - Mike Terry – voz (2016–presente) - Raad Soudani – Bajo (2009–presente); programación (2016–presente) - Nick Ursich – Batería (2012–presente) | Miembros anteriores - Daniel Braunstein – guitarra rítmica, programación (2009-2010; sesión 2020-2021) - Chris Khoury – batería (2009-2011) - Daniel Schwartz – guitarra rítmica, voz limpia (2010-2012); batería (2011-2012) - Gus Farias – voz (2009-2019) - Diego Farias – guitarra principal (2009-2020; falleció en 2020); programación (2010-2020); guitarra rítmica (2012-2020) |

## Discografía
Álbumes de estudio
- Via (Mediaskare Records, 2011)
- No Sleep (Mediaskare Records, 2014)
- Different Animals (Fearless Records, 2017)
- Happier? (Fearless Records, 2021)

EPs
- The Concept of Dreaming (Mediaskare Records, 2010)
- Coming Clean (Fearless Records, 2019)
- Bend(ed) (Fearless Records, 2022)